# (200050) 2008 OL
(200050) 2008 OL es un asteroide perteneciente al cinturón de asteroides, descubierto el 25 de julio de 2008 por el equipo del Siding Spring Survey desde el Observatorio de Siding Spring, Nueva Gales del Sur, Australia.

## Designación y nombre
Designado provisionalmente como 2008 OL.

## Características orbitales
2008 OL está situado a una distancia media del Sol de 2,394 ua, pudiendo alejarse hasta 3,024 ua y acercarse hasta 1,765 ua. Su excentricidad es 0,262 y la inclinación orbital 14,68 grados. Emplea 1353,54 días en completar una órbita alrededor del Sol.

## Características físicas
La magnitud absoluta de 2008 OL es 15,6.